# 이왈종
이왈종(李曰鐘, 1945년 4월 28일~, 경기도 화성)은 대한민국의 예술가(동양화, 목조, 판각, 한지 부조, 삽화)다.

## 생애
1945년 경기도 화성에서 출생한 이왈종의 본명은 이우종(李禹鍾)이다. 동양화가인 그는 수묵화의 고전적 양식에서 벗어나 수묵채색 작업의 현대화를 추구하여 한국화의 현대적 접목을 시도했다.
1979년부터 추계예술대학교에서 동양화과 교수로 재직하다 1990년 그만두고 제주도 서귀포로 내려가 작품 활동을 하고 있는 그는 제주도 생활에서 나온 작품 시리즈인 '제주생활의 중도' 시리즈로 유명하다.

## 학력
- 서라벌고등학교 졸업
- 중앙대학교 회화과 졸업
- 건국대학교 대학원 졸업

## 수상
- 1974년 제23회 국전 문화공보부 장관상 수상
- 1983년 미술기자상
- 1991년 한국미술작가상
- 2001년 월전미술상

## 왈종미술관
2013년 5월 이왈종은 사재를 털어 제주 서귀포시 동홍동 정방폭포 맞은편에 '왈종미술관'을 개관했는데 왈종미술관에서는 원화, 판화, 부조판화, 도자기 등 그의 작품을 전시하였고 어린이 미술교실을 열어 재능기부를 하는 등 다양한 기획들을 진행하고 있다.
또한 그는 (재)왈종후연문화재단을 만들어 300여점의 작품을 등록해 사회에 환원하기도 했다.

## 참조
1. ↑  
정철수 기자 (1990년 8월 31일). “한국화가 이왈종 "중도의 세계서 생의 의미 찾고파"”. 경향신문. 17면면.
2. ↑  두산백과 '이왈종'
3. ↑  임재영 기자 (2013년 9월 2일). “이왈종 화백 판화전 수익금 3000만원 기부”. 동아일보.
4. ↑  곽아람 기자 (2013년 4월 16일). “서귀포살이 20년 이왈종 "이번 작품은 미술관"”. 조선일보.
5. ↑  “제주도의 흥취를 제대로 느낄 수 있는 왈종미술관”. 2013년 8월 9일.
6. ↑  김효원 (2013년 6월 6일). “"제주의 동백꽃과 수선화가 미술관을 만들었어요"왈종 미술관 오픈한 이왈종 화백”. 스포츠 서울. 2014년 7월 18일에 원본 문서에서 보존된 문서.